# Dawung (Tegalrejo)
Dawung is een bestuurslaag in het regentschap Magelang van de provincie Midden-Java, Indonesië. Dawung telt 2938 inwoners (volkstelling 2010).